# Mailand–Turin 2012
Das 93. Radrennen Mailand–Turin (offiziell: Milano-Torino - Trofeo Nobili Rubinetterie) fand am 26. September 2012 in Italien erstmals seit 2007 wieder statt. Das Eintagesrennen war Teil der UCI Europe Tour 2012 und innerhalb dieser in die Kategorie 1.HC eingestuft. Die Distanz des ältesten Radrennens der Welt betrug 193,5 Kilometer.

## Teilnehmer
Am Start standen zehn ProTeams, sieben Professional Continental Teams und ein Continental Team. Bekannte teilnehmende Fahrer waren unter anderem Titelverteidiger Danilo Di Luca von Acqua e Sapone, Diego Ulissi und Damiano Cunego (beide Lampre-ISD), Ivan Basso, Vincenzo Nibali und Moreno Moser (Liquigas-Cannondale), Fredrik Kessiakoff, Paolo Tiralongo (Astana Pro Team), Sylvain Chavanel (Omega Pharma-Quickstep), Ryder Hesjedal (Garmin-Sharp), Joaquim Rodríguez, Daniel Moreno (Katusha Team), Daniele Bennati, Chris Horner, der Schweizer Oliver Zaugg (RadioShack-Nissan), Alberto Contador (Team Saxo Bank-Tinkoff Bank), Pierrick Fédrigo, Sandy Casar, Thibaut Pinot (FDJ-Big Mat), John Gadret (Ag2r La Mondiale), der italienische Meister Franco Pellizotti (Androni Giocattoli-Venezuela), Filippo Pozzato (Farnese Vini-Selle Italia) sowie Domenico Pozzovivo (Colnago-CSF Inox). Johannes Fröhlinger und Simon Geschke (beide Argos-Shimano) vertraten die Farben Deutschlands am Start. Viele der 143 Teilnehmer nutzten das Rennen als Vorbereitung auf die drei Tage später stattfindende Lombardei-Rundfahrt.
| ProTeams Lampre-ISD Liquigas-Cannondale Astana Pro Team Garmin-Sharp                                 | Katusha Team RadioShack-Nissan Omega Pharma-Quick Step | Team Saxo Bank-Tinkoff Bank FDJ-Big Mat AG2R La Mondiale |
| Professional Continental Teams Acqua & Sapone Androni Giocattoli-Venezuela Farnese Vini-Selle Italia | Colombia-Coldeportes Colnago-CSF Inox                  | Utensilnord Named Team Argos-Shimano                     |
| Continental Teams Team Idea                                                                          |                                                        |                                                          |

## Strecke und Rennverlauf
Der Start von Mailand–Turin 2012 erfolgte im Mailänder Vorort Settimo Milanese im Westen der Metropole. Die ersten vierzig Kilometer führten das Feld auf flachem Terrain nach Westen in die Stadt Novara, von wo es auf leicht ansteigender Straße zuerst nach Norden, und dann wieder nach Süden in Richtung Vercelli ging. Schließlich bewegten sich die Fahrer nach Südwesten. Kurz vor Turin stand ein erster, 4,1 Kilometer Anstieg auf dem Programm. Nach der Abfahrt in die Metropole begann der 3,5 Kilometer lange Schlussaufstieg (9,2 % steil) zur Wallfahrtskirche Superga im Osten der Stadt.
Nach 24 Kilometern konnten sich mit den beiden Italienern Alfredo Balloni (Farnese Vini-Selle Italia) und Federico Rocchetti (Utensilnord Named) die beiden Ausreißer des Tages absetzen, die sich einen Vorsprung von maximal neun Minuten herausarbeiten konnten. Am Anstieg achtzehn Kilometer vor dem Ende wurden die beiden dann aber eingeholt, während nun Eros Capecchi (Liquigas-Cannondale) und der Pole Przemysław Niemiec (Lampre-ISD), der allerdings am Ende der Abfahrt stürzte, die Spitze bildeten. Capecchi wurde zu Beginn des Schlussaufstiegs dann von den Verfolgern gestellt, der Schwede Fredrik Kessiakoff vom Astana Pro Team setzte sich nun als Solist an die Spitze, Konterattacken aus der Verfolgergruppe blieben zunächst erfolglos, bis schließlich Joaquim Rodríguez (Katusha Team) sowie Diego Ulissi (Lampre-ISD) aufschließen konnten. Kurz darauf kam auch Alberto Contador (Team Saxo Bank-Tinkoff Bank) heran, wohingegen Vincenzo Nibali (Liquigas-Cannondale) das Hinterrad des Spaniers nicht hatte halten können. Kurz vor der Ein-Kilometer-Marke zog Contador daraufhin auch den anderen davon und feierte einen ungefährdeten Solosieg mit fünfzehn Sekunden Vorsprung auf Ulissi. Für den Vuelta-Gewinner war dies der erste Sieg in einem Eintagesrennen in seiner gesamten Profikarriere.

## Endstand
|     | Fahrer               | Nation             | Team                         | Zeit         |
| --- | -------------------- | ------------------ | ---------------------------- | ------------ |
| 1.  | Alberto Contador     | Spanien            | Team Saxo Bank-Tinkoff Bank  | 4:32:12 h    |
| 2.  | Diego Ulissi         | Italien            | Lampre-ISD                   | + 0:15 min   |
| 3.  | Fredrik Kessiakoff   | Schweden           | Astana Pro Team              | + 0:24 min   |
| 4.  | Joaquim Rodríguez    | Spanien            | Katusha Team                 | + 0:36 min   |
| 5.  | Carlos Betancur      | Kolumbien          | Acqua & Sapone               | gleiche Zeit |
| 6.  | Fabio Taborre        | Italien            | Acqua & Sapone               | + 0:43 min   |
| 7.  | Domenico Pozzovivo   | Italien            | Colnago-CSF Inox             | + 0:45 min   |
| 8.  | Chris Anker Sørensen | Danemark           | Tinkoff                      | gleiche Zeit |
| 9.  | Vincenzo Nibali      | Italien            | Liquigas-Cannondale          | gleiche Zeit |
| 10. | Franco Pellizotti    | Italien            | Androni Giocattoli-Venezuela | + 0:53 min   |
| 11. | Chris Horner         | Vereinigte Staaten | RadioShack-Nissan            | gleiche Zeit |
| 12. | Ryder Hesjedal       | Kanada             | Garmin-Sharp                 | gleiche Zeit |
| 13. | Stefano Locatelli    | Italien            | Colnago-CSF Inox             | gleiche Zeit |
| 14. | Daniel Moreno        | Spanien            | Katusha Team                 | gleiche Zeit |
| 15. | Matteo Rabottini     | Italien            | Farnese Vini-Selle Italia    | gleiche Zeit |